# غاريت ميخائيل هايز
غاريت ميخائيل هايز (بالإنجليزية: Garrett Michael Hayes)‏ هو مقدم برامج إذاعية أمريكي، ولد في 10 فبراير 1956 في مقاطعة لوس أنجلوس في الولايات المتحدة.